# Kana Nakanishi
Kana Nakanishi (中西香菜 Nakanishi Kana?, Prefectura de Osaka, Japón, 4 de junio de 1997) es una ex cantante de J-pop japonesa, fue miembro de la segunda generación del grupo femenino Angerme. Nakanishi fue inicialmente colocada en el grupo como submiembro junto con otras cuatro jóvenes, pero ascendió a miembro oficial dos meses después. Se retiró del entretenimiento después de su graduación tanto de Angerme como de Hello! Project el 10 de diciembre de 2019. El 15 de julio de 2020, lanzó la marca de accesorios Solpenna.  El nombre de la marca proviene de las palabras italianas "sol (sol)" y "penna (pluma)". Nakanishi diseña y modela los artículos ella misma

## Primeros años
Nakanishi nació el 4 de junio de 1997 en la prefectura de Osaka, Japón, como la segunda de tres hermanos. Tiene una hermana mayor por dos años, Marina "Rina" Nakanishi —quien también es cantante y ha formado parte de numerosos grupos—, y un hermano menor nacido en 2008. Nakanishi tocó el piano desde los cinco años hasta los doce. En marzo de 2016, se graduó de la escuela secundaria junto a Erina Ikuta. Asistió a la Hinode High School, una academia privada conocida por albergar alumnos que trabajan en la industria del entretenimiento.

## Carrera

### 2011
En el verano de 2011, Nakanishi hizo una audición para S/mileage Shin Member Boshuu! auditión, siendo su número de audición el # 1111. El 14 de agosto, durante el Hello! Project 2011 SUMMER concert tour, Kana Nakanishi fue anunciada como submiembro de S/mileage junto con Rina Katsuta, Akari Takeuchi, Fuyuka Kosuga y Meimi Tamura.
El 16 de octubre, Nakanishi fue ascendido a miembro oficial de S/mileage junto con los otros sub-miembros, convirtiéndose en miembros de la segunda generación.

#### 2012
El 13 de mayo, se publicó información sobre un evento con los miembros de la novena y décima generación de Morning Musume, así como los miembros de la segunda generación de S/mileage, titulado Mosuma FC Event ~ Gachi ☆ Kira ~, que se llevaría a cabo durante junio y principios de julio en Yokohama Blitz

#### 2013
El 14 de abril, los miembros de la segunda generación de S/mileage realizaron un evento de club de fans. El 26 de mayo, se anunció que Nakanishi tomaría parte en un nuevo proyecto llamado Yattaruchan Daisakusen a partir de agosto, para el cual se embarcaría en una misión para convertirse en "Super Yattaruchan", junto con el apoyo de Akari Takeuchi. El mismo día, Nakanishi abrió una cuenta oficial de Twitter.
El 24 de julio, anunció que había terminado de grabar su primer solo DVD, “Sweet kana”, que luego se lanzó el 3 de octubre.

#### 2014
El 2 de marzo, Takeuchi y Nakanishi tuitearon que sus cuentas de Twitter se volverían inactivas, pero que comenzarían a actualizar su blog con más frecuencia. Algunos de los últimos tuits de Nakanishi decían: "¡Maido! Todavía necesito crecer, así que no creo que me haya convertido en Yattaruchan todavía, pero me alegro de haber aprendido muchas cosas y haber conocido a muchas personas a través de la Operación Yattaruchan (* ^ _ ^ *). "," ¡Maido! Me alimento muy triste y no estoy de acuerdo con la decisión (> _ <) No olvidaré todo lo que pasó en Twitter y seguiré actualizando el blog así que por favor léelo (* ^ _ ^ *) Gracias (* ^ _ ^ *) ", y" ¡Maido! Espero poder tuitear de nuevo, para continuar ... ".
El 2 de junio, Nakanishi celebró su cumpleaños número 17 en el evento del club de fans titulado S/mileage ~Nakanishi Kana Birthday Event 2014~. El evento contó con dos actuaciones en Tokio.

#### 2015
El 4 de junio, Nakanishi celebró su cumpleaños número 18 en un evento de club de fans llamado ANGERME Nakanishi Kana Birthday Event 2015, con una actuación en TOKYO FM HALL.
El 29 de noviembre durante el ANGERME First Concert Tour 2015 Aki "Hyakka Ryouran" ~Fukuda Kanon Sotsugyou Special~, Nakanishi y Akari fueron designados como sub-líderes de ANGERME.

#### 2016
El 6 de junio, Nakanishi celebró su cumpleaños número 19 en un evento de club de fans llamado ANGERME Nakanishi Kana Birthday Event 2016, con dos presentaciones en TOKYO FM HALL.

#### 2017
El 5 de junio, Nakanishi celebró su vigésimo cumpleaños en un evento de club de fans titulado ANGERME Nakanishi Kana Birthday Event 2017. El evento contó con dos programas en TOKYO FM HALL.
El 28 de octubre, Nakanishi hizo una aparición especial en la proyección premium de la noche de Halloween de Wonder Woman en el Isetan Shinjuku rooftop garden.

#### 2018
El 8 de junio, Nakanishi celebró su cumpleaños número 21 en un evento de club de fans titulado ANGERME Nakanishi Kana Birthday Event 2018, que contó con dos espectáculos en Square Ebara Hiratsuka Hall.
El 27 de agosto, Nakanishi fue nombrada embajadora de relaciones públicas de migración de Niihama, en la prefectura de Ehime, junto con la entonces miembro de Up Up Girls (Kakko Kari), Akari Saho.
El 19 de diciembre se anunció que a Nakanishi le diagnosticaron entesitis en el tendón de Aquiles izquierdo. Se quejó por primera vez de dolor en el pie a mediados de noviembre, que el médico examinó con el tiempo, pero debido a la falta de recuperación y al dolor en el pie al caminar, se le realizó un examen completo que resultó en el diagnóstico de entesitis. Nakanishi requiere al menos de cuatro a seis semanas de tratamiento, lo que la obliga a ausentarse de la aparición de ANGERME en rockin'on presents COUNTDOWN JAPAN 18/19 el 29 de diciembre y limita su participación para otros eventos y conciertos hasta el 13 de enero a solo sentarse o ser MC.

#### 2019
El 16 de enero, la lesión de Nakanishi fue reexaminada recientemente y se decidió que no podía participar en el Hello! Project 20th Anniversary!! Hello! Project 2019 WINTER concert tour hasta mediados de febrero debido a que tenía dificultades para caminar durante demasiado tiempo cuando viajaba. A partir del 7 de febrero, todavía necesitaba tratamiento médico y tuvo que restringir sus actividades adicionales. Ella pudo participar en los segmentos de MC de los shows de  ANGERME Live Tour 2019 Haru ~Rinnetenshou~ el 17 de febrero, pero estuvo ausente por el resto de la gira en vivo, que terminó el 10 de marzo, así como en el Hello! Project concert tour, que finalizó el 3 de marzo. Nakanishi volvió a actuar en Hello! Project 20th Anniversary!! Hello! Project Hina Fes 2019 a finales de marzo.
El 3 de junio, celebró su cumpleaños número 22 en un evento de club de fans titulado ANGERME Nakanishi Kana Birthday Event 2019, que tuvo dos shows en TOKYO FM HALL.
El 30 de septiembre, Nakanishi anunció que se graduaría de Angerme y Hello! Project y retirarse de la industria del entretenimiento el 10 de diciembre al final del  ANGERME Live Tour 2019 Natsu Aki "Next Page"en Toyosu PIT. Ella tomó la decisión de graduarse a principios de año mientras se recuperaba de su lesión, pero pospuso el anuncio hasta después de la graduación de Rina Katsuta. Está interesada en estudiar belleza y alimentación, además de gestión empresarial. Quiere expandir sus horizontes y desafiar cosas nuevas, pero aún no ha decidido qué camino tomar.
El 15 de noviembre, Kana llevó a cabo un evento de charla "Yattaruchan Cinema" patrocinado por Kaiju Radio en el cine AEON Cinema THEATUS Chofu.
El 29 de noviembre, Kana lanzó su primer photobook visual, Kana.
El 8 de diciembre, se reveló que Kanon Fukuda había escrito y compuesto una canción en solitario para Nakanishi llamada "Tenshi no Namida" en honor a su graduación. Al día siguiente, la canción se subió al canal oficial de YouTube de ANGERME. La canción se lanzará para descarga digital el 20 de diciembre de 2019.

#### 2020
El 5 de mayo, abrió una cuenta de Instagram y apareció por primera vez desde su graduación al unirse de forma remota al Instagram de Erina Mano en vivo como invitada.
El 10 de julio abrió un canal de YouTube.
El 15 de julio, lanzó un sitio oficial de fans en Fensi, así como una marca de accesorios llamada Solpenna.

#### 2021
El 3 de abril, Nakanishi fue anunciado como miembro del grupo de YouTube CHAOSPIPIS junto a cinco exmiembros de otros grupos ídols como Haruna Ogata (de Morning Musume), Mahiro Hayashida (de Fairies), Ruka Okonogi (del akishibu project), Hina Kawago. (de Nogizaka46) y Shiraki Riho (de Turtle Lily).  Ella fundó el grupo con la esperanza de sentar un nuevo precedente de una segunda carrera para antiguos ídols que buscan trabajo después de su graduación.